# Choroterpes nervosa
Choroterpes nervosa är en dagsländeart som beskrevs av Eaton 1892. Choroterpes nervosa ingår i släktet Choroterpes och familjen starrdagsländor. Inga underarter finns listade i Catalogue of Life.